# Подмарев
Подмарев —опустевший поселок в Питерском районе Саратовской области, в составе сельского поселения Мироновское муниципальное образование.

## География
Находится на расстоянии примерно 5 километров по прямой на восток-северо-восток от районного центра села Питерка.

## Население
Постоянное население составляло 1 человек в 2002 году (русской национальности) ,  0 в 2010.